# Affectionately Yours
Affectionately Yours is een Amerikaanse filmkomedie uit 1941 onder regie van Lloyd Bacon.

## Verhaal
De Amerikaanse journalist Rickey Mayberry maakt in het buitenland regelmatig vrouwen in het hof. Als hij ontdekt dat zijn vrouw Sue van plan is om van hem te scheiden, reist hij als de bliksem van Lissabon terug naar New York. Irene Malcolm, de vrouw uit Lissabon, reist hem achterna en zij wil profiteren van de situatie.

## Rolverdeling
| Acteur            | Personage         |
| ----------------- | ----------------- |
| Merle Oberon      | Sue Mayberry      |
| Dennis Morgan     | Rickey Mayberry   |
| Rita Hayworth     | Irene Malcolm     |
| Ralph Bellamy     | Owen Wright       |
| George Tobias     | Pasha             |
| James Gleason     | Chester Phillips  |
| Hattie McDaniel   | Cynthia           |
| Jerome Cowan      | Cullen            |
| Butterfly McQueen | Butterfly         |
| Renie Riano       | Mevrouw Snell     |
| Frank Wilcox      | Tom               |
| Grace Stafford    | Juffrouw Anderson |
| Carmen Morales    | Anita             |
| Murray Alper      | Blair             |
| William Haade     | Matthews          |